# René Ménil
René Ménil (n. en 1907 en Gros-Morne en Martinica - m. en 2004) fue un filósofo y ensayista martiniqués. 

## Biografía
Al realizar sus estudios en Francia metropolitana entró en contacto con los surrealistas y con los miembros del Partido Comunista Francés. Durante la Segunda Guerra Mundial trabajó junto a Aimé Césaire y Georges Gratiant en la revista Tropiques (Trópicos), desde 1941, en donde con un estilo clásico y literario, se fustigaba sin ambages la colonización, la asimilación cultural y el nacionalismo francés. 
En 1957 junto a Gratiant, Léopold Bissol y Victor Lamon fundó el Partido Comunista Martiniqués, orientado a la consecuxión de las autonomía de la isla, lo cual no se logró según sus miembros a través de la reclasificación como departamento francés. 
En 1999 recibió el premio Franz Fanon por su ensayo "Antilles déjà jadis".
Falleció el 29 de agosto de 2004, con 97 años de edad.